# Marauna
Marauna is een kevergeslacht uit de familie van de boktorren (Cerambycidae). De wetenschappelijke naam van het geslacht werd voor het eerst geldig gepubliceerd in 2006 door Martins & Galileo.

## Soorten
Marauna omvat de volgende soorten:
- Marauna abati Galileo & Martins, 2007
- Marauna bucki Galileo & Martins, 2007
- Marauna punctatissima Martins & Galileo, 2006